# Vitéz Miklósné
Vitéz Miklósné, névváltozata: Vadász Elza, született Vadász Borbála Luczia Erzsébet (Kispest, 1901. július 4. – ?) magyar gyártásvezető és az első magyar női producer. Vitéz Miklós író, forgatókönyvíró felesége.

## Életpályája
Vadász Márton (1866–1944) gyárigazgató és Deutsch Gizella (1870–1956) gyermekeként született izraelita családban. Középiskolai tanulmányait a budapesti Baár-Madas Református Gimnáziumban végezte, majd 1927-től titkárnőként dolgozott a Metro-Goldwyn-Mayer filmgyár magyarországi képviseleténél. 1936-ban jegyeztette be saját filmvállalatát, a Reflektor film Kft.-t, amely cég magyar filmek gyártásával és forgalomba-hozatalával, azonkívül külföldi filmeknek Magyarországra való behozatalával foglalkozott
A zsidótörvények miatt vállalatát felszámolták és visszavonulni kényszerült a filmszakmától. A nyilas uralom alatt elhurcolták, de sikerült megszöknie. 1948 és 1952 között a Mafilm vállalatnál helyezkedett el, ahol gyártásvezetőként dolgozott.
1920. október 21-én Budapesten házasságot kötött dr. Bálintházy Jenő földbirtokossal, akitől 1927-ben elvált. 1930. május 3-án ismét férjhez ment. Második férje dr. Vitéz Miklós forgatókönyvíró volt, akitől 1941-ben elvált.

## Díjai
- Magyar Népköztársasági Érdemrend V. fokozata (1950)[7]

## Filmjei

### Producer
- Meseautó (1934)
- Elnökkisasszony (1935)
- Évforduló (1936)
- A férfi mind őrült (1937)
- Nehéz apának lenni (1938)
- Borcsa Amerikában (1938)

### Gyártásvezető
- Meseautó (1934)
- Elnökkisasszony (1935)
- Évforduló (1936)
- A férfi mind őrült (1937)
- Forró mezők (1948)
- Ludas Matyi (1949)
- Mágnás Miska (1949)
- Szabóné (1949)
- Dalolva szép az élet (1950)
- Gyarmat a föld alatt (1951)
- Civil a pályán (1952)
- Erkel (1952)